# Tereszky (obwód połtawski)
Tereszky (ukr. Терешки) – wieś na Ukrainie, w obwodzie połtawskim, w rejonie połtawskim, siedziba rady wiejskiej utworzonej 30 grudnia 1986 roku. Przedtem wieś należała do rady wiejskiej Mykilśke.
Znajduje się 4 km na południowy wschód od Połtawy na linii kolejowej Połtawa–Krzemieńczuk. W pobliżu wsi płynie rzeka Worskla.